# 한강 (작가)
한강(韓江, 1970년 11월 27일~)은 대한민국의 작가이다. 1993년 시인으로, 1994년 등단하였다. 출판업계에 종사하다가 서울예술대학교 문예창작과 교수가 되어 후진 양성 활동도 하였다. 한국소설가협회 '한국소설문학상', 문화관광부 '오늘의 젊은 예술가상', 제29회 '이상문학상 대상'을 수상했고 2016년 5월에 《채식주의자》로 국제 부커상을 수상했다. 2024년 대한민국 작가로는 최초로 노벨 문학상을 수상하여 아시아 국가 국적 작가로는 12년 만의 수상자이자 아시아인 여성으로는 사상 첫 노벨 문학상 수상자가 되었다. 또한 김대중에 이어 역대 두 번째 한국인 노벨상 수상자이다.

## 생애
1970년 전라남도 광주시 중흥동(현재의 광주광역시 북구 중흥동)에서 소설가 한승원의 딸로 태어났다. 풍문여자고등학교를 졸업한 후 연세대학교 국어국문학과에 진학했다. 1993년 대학을 졸업했고 이후 출판사인 샘터사에서 근무했다.
1993년 '문학과사회' 겨울호에 시 4편을 실으며 시인으로 데뷔하였고, 1994년 서울신문 신춘문예에서  《붉은 닻》(한강현(韓江賢)이라는 필명으로 발표함)으로 소설가로 첫발을 내디뎠다. 1995년 첫 소설집 《여수의 사랑》을 출간한 후 직장을 그만두었다. 이후 꾸준히 작품을 집필하며, 2007년 서울예술대학 문예창작과 전임교수로 임용되어 2018년까지 약 10년간 재직했다.
2005년 심사위원 7인 전원일치 평결로 《몽고반점》이 이상문학상 수상자로 선정되었다. 이상문학상 역사상 1970년대생 작가로는 첫 번째 수상자였고, 여타 1970년대생 문인과 달리 진중한 문장과 웅숭깊은 세계 인식으로 1993년 등단 이래 일찌감치 '차세대 한국 문학 기수 가운데 한 명'으로 주목받았다. 문학평론가 이어령은 이 작품에 관해 “한강의 《몽고반점》은 기이한 소재와 특이한 인물 설정, 그리고 난(亂)한 이야기 전개가 어색할 수도 있었지만, 차원 높은 상징성과 뛰어난 작법으로 또 다른 소설 읽기의 재미를 보여주고 있다”라고 평한 바 있다. 2016년 5월 《채식주의자》로 이 책을 영어로 번역한 데보라 스미스와 함께 국제 부커상 수상자로 선정되었다.
2024년에는 노벨 문학상을 받았다. 이로써 한강은 아시아인 여성 작가, 한국인 작가로는 최초 노벨 문학상 수상자가 되었으며, 2000년에 노벨 평화상을 받은 김대중 전 대통령 뒤를 이어 대한민국 국적자로는 두 번째 노벨상 수상자가 되었다.

## 연보
- 1970년 광주광역시에서 출생
- 광주효동초등학교 졸업[12][13]
- 1985년 신경여자중학교(현재의 선덕중학교) 졸업
- 1989년 풍문여자고등학교(현재의 풍문고등학교) 졸업
- 1993년 연세대학교 국문과 졸업
- 1993년 문학과사회 겨울호에 시 당선
- 1994년 서울신문 신춘문예에서 "붉은 닻"으로 문단 등단
- 1998년 아이오와 대학 주최 국제창작 프로그램에 참가
- 2024년 노벨 문학상 수상

## 학력
- 1993년 연세대학교 국어국문학 학사
- 2012년 연세대학교 국어국문학 석사 (석사논문: 이상의 회화와 문학 세계)

## 수상
- 1995년 한국일보 우수소설가상 수상(여수의 사랑)
- 1999년 한국소설가협회 한국소설문학상 수상(아기부처)
- 2000년 문화관광부 오늘의 젊은 예술가상 수상(내 여자의 열매)
- 2005년 이상문학상 대상 수상(몽고반점)
- 2010년 동리·목월문학상 수상(바람이 분다, 가라)[14]
- 2015년 황순원문학상 수상(눈 한 송이가 녹는 동안)
- 2016년 영국 국제 부커상 수상(채식주의자)
- 2016년 연문인상 문화예술부문 수상[15]
- 2017년 이탈리아 말라파르테 문학상(소년이 온다)[16] 수상
- 2017년 환경재단 '세상을 밝게 만드는 사람들' 문화부문 수상
- 2018년 김유정문학상 수상(작별하지 않는다)[17]
- 2018년 파라다이스그룹 파라다이스상 문화예술 부문 수상
- 2018년 스페인 산클레멘테 문학상 수상(채식주의자)[18]
- 2019년 노르웨이 퓨처라이브러리 '올해의 작가' 수상
- 2019년 인촌상 언론·문화 부문 수상[19]
- 2022년 대산문학상 수상(작별하지 않는다)[20]
- 2022년 남해군 김만중문학상 대상 수상[21]
- 2023년 프랑스 메디치 외국문학상 수상(작별하지 않는다)[22]
- 2024년 삼성 호암 예술상[23]
- 2024년 프랑스 에밀 기메 아시아 문학상 수상(작별하지 않는다)[24]
- 2024년 노벨 문학상 수상[25]
- 2024년 포니정 혁신상

## 작품 목록

### 소설집
| 책 이름                              | 출시일 | 페이지 | 출판사          | 국제 표준 도서 번호 | 비고                                                |
| ------------------------------------ | ------ | ------ | --------------- | ------------------- | --------------------------------------------------- |
| 여수의 사랑 (소설집)                 | 1995년 | 322쪽  | 문학과지성사    | ISBN 8932007500     | 1995년 1판; 2012년 2판 ; 2017년 특별판 ; 2018년 3판 |
| 검은 사슴 (장편소설)                 | 1998년 | 440쪽  | 문학동네        | ISBN 8982811338     | 2017년 2판                                          |
| 내 여자의 열매 (소설집)              | 2000년 | 328쪽  | 창비            | ISBN 8936436570     | 2018년 2판 (문학과지성사)                           |
| 그대의 차가운 손 (장편소설)          | 2002년 | 330쪽  | 문학과지성사    | ISBN 8932013047     |                                                     |
| 내 이름은 태양꽃 (동화)              | 2002년 | 112쪽  | 문학동네        | ISBN 8982814795     |                                                     |
| 붉은 꽃 이야기 (단편소설)            | 2003년 | 122쪽  | 열림원          | ISBN 8970633332     |                                                     |
| 사랑과, 사랑을 둘러싼 것들 (산문집)  | 2003년 | 250쪽  | 열림원          | ISBN 8970633693     | 2009년 2판                                          |
| 가만가만 부르는 노래 (산문집)        | 2007년 | 179쪽  | 비채            | ISBN 8992036272     | 부록 CD '안녕이라 말했다 해도'                      |
| 천둥 꼬마 선녀 번개 꼬마 선녀 (동화) | 2007년 | 32쪽   | 문학동네 어린이 | ISBN 8954602797     |                                                     |
| 채식주의자 (장편소설)                | 2007년 | 247쪽  | 창비            | ISBN 8936433598     |                                                     |
| 눈물상자 (동화)                      | 2008년 | 71쪽   | 문학동네        | ISBN 8954605818     |                                                     |
| 바람이 분다, 가라 (장편소설)         | 2010년 | 390쪽  | 문학과지성사    | ISBN 8932020000     |                                                     |
| 희랍어 시간 (장편소설)               | 2011년 | 194쪽  | 문학동네        | ISBN 8954616518     |                                                     |
| 노랑무늬영원 (소설집)                | 2012년 | 310쪽  | 문학과지성사    | ISBN 8932023530     | 2018년 2판                                          |
| 서랍에 저녁을 넣어 두었다 (시집)     | 2013년 | 165쪽  | 문학과지성사    | ISBN 9788932024639  |                                                     |
| 소년이 온다 (장편소설)               | 2014년 | 216쪽  | 창비            | ISBN 9788936434120  |                                                     |
| 흰 (장편소설)                        | 2016년 | 132쪽  | 난다            | ISBN 9788954640718  | 2018년 2판 (문학동네)                               |
| 작별하지 않는다                      | 2021년 | 329쪽  | 문학동네        | ISBN 9788954682152  |                                                     |

### 중/단편소설
| 소설 이름                     | 출시일     | 출판사       | 비고                            |
| ----------------------------- | ---------- | ------------ | ------------------------------- |
| 붉은 닻                       | 1994년     | 서울신문     | 1994년 서울신문 신춘문예 당선작 |
| 진달래 능선                   | 1994년 3월 | 샘이깊은물   |                                 |
| 질주                          | 1994년 5월 | 한국문학     |                                 |
| 푸른 山                       | 1994년 7월 | 예향         |                                 |
| 야간열차                      | 1994. 여름 | 문예중앙     |                                 |
| 여수의 사랑                   | 1994. 겨울 | 문학과사회   |                                 |
| 어둠의 사육제                 | 1995. 여름 | 동서문학     |                                 |
| 철길을 흐르는 강              | 1996. 봄   | 문학동네     |                                 |
| 흰 꽃                         | 1996. 여름 | 하이텔문학관 |                                 |
| 내 여자의 열매                | 1997. 봄   | 창작과비평   |                                 |
| 어느 날 그는                  | 1998. 여름 | 세계의문학   |                                 |
| 아기 부처                     | 1999. 여름 | 문학과사회   |                                 |
| 해질녘에 개들은 어떤 기분일까 | 1999. 여름 | 창작과비평   |                                 |
| 아홉 개의 이야기              | 1999. 겨울 | 문학동네     |                                 |
| 아홉 개의 이야기              | 1999. 겨울 | 문학동네     |                                 |
| 붉은 꽃 속에서                | 2000. 봄   | 작가세계     |                                 |
| 회복하는 인간                 | 2001. 봄   | 작가세계     |                                 |
| 노랑무늬영원                  | 2003. 봄   | 작가세계     |                                 |
| 채식주의자                    | 2004. 여름 | 창작과비평   |                                 |
| 몽고반점                      | 2004. 가을 | 문학과사회   | 이상문학상 수상                 |
| 나무 불꽃                     | 2005. 겨울 | 창작과비평   |                                 |
| 파란 돌                       | 2006.8     | 현대문학     |                                 |
| 왼손                          | 2006. 가을 | 문학수첩     |                                 |
| 훈자                          | 2009. 겨울 | 세계의문학   |                                 |
| 에우로파                      | 2012. 봄   | 문예중앙     |                                 |
| 밝아지기 전에                 | 2012. 여름 | 문학과사회   |                                 |
| 눈 한송이가 녹는 동안         | 2015. 여름 | 창작과비평   |                                 |
| 작별                          | 2017. 겨울 | 문학과사회   |                                 |
| 교토, 파사드                  | 2020. 봄   | 문학과사회   |                                 |

## 가족
- 아버지: 한승원
- 어머니: 임감오[26]
- 오빠: 한동림[27]
- 남동생: 한강인[28]
- 배우자: 홍용희 (이혼)[29]
- 아들[30]

## 같이 보기
- 노벨 문학상
- 한국 문학
- 한국의 소설가 목록
- 한국어 시인 목록